# Jean Decety
Jean Decety es un neurocientífico y también un experto internacionalmente reconocido en las socioneurociencias. Su área de investigación principal son los mecanismos neurobiológicos de la cognición social, particularmente la empatía, la simpatía, la autorregulación emocional y los relaciones interpersonales. El Dr. Decetý trabaja en la Universidad de Chicago.

## Biografía
Jean Decety obtuvo dos grados de magíster en 1985 (neurociencia) y en 1987 (biological and medical engineering sciences) y consiguió su Ph. D. en 1989 (neurobiología) en la Université Claude Bernard, en Lyon (Francia). Fue estudiante de neurofisiólogo Marc Jeannerod. Luego de recibir su doctorado, trabajó como investigador postdoctoral en el hospital Karolinska, en Estocolmo (Suecia), en el departamento de Neurofisiología y Neurorradiología bajo la supervisión de Per Roland. Posteriormente se unió al Instituto Nacional para la Investigación Científica (INSERM) en Lyon hasta el 2001.
Decety es actualmente profesor en la Universidad de Chicago, con dos afiliaciones institucionales en los Departamentos de Psicología y Psiquiatría. Es el director del Social Cognitive Neuroscience Laboratory y codirector del Brain Research Imaging Center Archivado el 20 de septiembre de 2008 en Wayback Machine. en el Centro Médico de la Universidad de Chicago. El Dr. Decety es miembro del comité ejecutivo del Center for Integrative Neuroscience and Neuroengineering y miembro del.
Decety está casado con Sylvie Bendier, con quien tiene dos hijos (Nathan y Glenn Ariel).

## Afiliaciones editoriales
El Dr. Decety es redactor jefe de la revista científica Social Neuroscience y es parte del consejo de redacción de The Scientific World Journal y de Neuropsychologia.

## Primeras investigaciones en neurociencia
Durante su entrenamiento doctoral, Decety combinó medidas conductuales, fisiológicas y de neuroimagen funcional para investigar los mecanismos neuronales y cognitivos de la simulación mental de la acción, conocida como práctica mental de la acción o imaginería motora, una técnica usada por atletas para mejorar el desempeño. Una serie de experimentos demostraron que la simulación mental de acciones físicas puede activar mecanismos de control de la respiración y del corazón casi de la misma forma que la conducta real.
Imaginar una acción o realizarla concretamente comparten circuitos neuronales similares, que incluyen la corteza premotora, el área suplementaria motora, el cerebelo, la corteza parietal y los ganglios basales. Estos circuitos son activados cuando se observa, se imita o se ejecuta una acción desempeñada por algún individuo. Esos resultados apoyan la llamada common coding theory ―‘teoría del código común’― entre percepción y acción, propuesta por Roger Sperry y más recientemente por el psicólogo alemán Wolfgang Prinz. El supuesto central de esta teoría es que las acciones son codificadas en términos de los efectos percibidos (ej., los eventos perceptuales distales) que ellas generan.
Realizar un movimiento implica una asociación bidireccional entre el patrón motor que se genera y el efecto sensorial que se produce. Tal asociación puede ser usada de forma anticipatoria para predecir el efecto de un movimiento.
Decety y colaboradores proponen que esta clase de percepción-como mecanismo de acoplamiento entre acción y percepción- ofrece una excelente base para la intersubjetividad y la comprensión social ya que provee un puente funcional entre la información de primera y tercera persona, asentada en la equivalencia del sí-mismo y los otros, la cual permite el razonamiento analógico y ofrece una posible, aunque parcial, ruta hacia la compresión de los otros.

## Investigación actual en Cognición Social
Investigaciones posteriores incluyen las bases neurobiológicas de la empatía, la simpatía, la ansiedad personal, la toma de perspectiva, la regulación emocional y el razonamiento moral implícito, en participantes sanos así como en personas con trastornos de la conducta social.
En una serie de estudios recientes de resonancia magnética funciona y magnetoencefalografía, Decety y sus estudiantes han demostrado que cuando niños o adultos observan otras personas que padecen dolor, se activan los circuitos neuronales asociados a la experiencia en primera persona del dolor.
Esta resonancia sensoriomotora básica juega un rol crítico en las bases de la empatía y el razonamiento moral, que se basa en la capacidad de experienciar y compartir la angustia del otro. Estos resultados son importantes pues evidencian el rol del cerebro en la respuesta de dolor y pueden ayudarnos a comprender a niños que tienen trastornos de conducta disocial (ej., Trastorno antisocial de la personalidad y trastorno disocial) y que habitualmente tienen déficits en la experiencia de culpa y empatía disposicional. La investigación actual explora los mecanismos neuronales subyacentes a la función y disfunción de la empatía y su expresión en individuos con distintos grados de tendencias psicopáticas, incluidos psicópatas encarcelados, combinando métodos de resonancia magnética estructural e imágenes de difusión; análisis de la mirada y pupilometría, medidas del sistema nervioso autónomo y respuestas conductuales. Decety tiene colaboradores en diversas universidades en Estados Unidos, Alemania, Chile, Japón y Taiwán.

## Aportes al estudio de la empatía
Para Decety, la empatía denota, a un nivel de descripción fenomenológico, un sentido de similitud entre los sentimientos que uno experiencia y los expresados por otros, sin confundir la subjetividad propia con la ajena.
La empatía permite rápida y automáticamente experienciar los estados emocionales de nuestros pares, lo cual es esencial para la regulación de la interacción social. En las teorías del desarrollo moral, la empatía es a menudo considerada una motivación fundamental en el desarrollo del altruismo y la inhibición de la agresión.
Los déficits o la pérdida de la empatía son características prominentes de varias psicopatologías.
La percepción del dolor de otras personas ha resultado de particular importancia para las investigaciones de Decety acerca de los mecanismos neuronales que subyacen a la empatía.
El dolor es una ventana a través de la cual se puede obtener una visión detallada de los mecanismos cognitivos y neurofisiológicos de la empatía y la simpatía.
La percepción del dolor de otros constituye una forma ecológicamente válida de estudiar los mecanismos subyacentes a la empatía por dos motivos principales:
- Primero, la mayoría de los humanos saben que es el dolor- es una experiencia común y universal-y conocen cuales son sus manifestaciones físicas y psicológicas;
- Segundo, hoy en día se dispone de mucha información acerca de las vías neurofisiológicas involucradas en el procesamiento de la información nociceptiva que incluye la corteza somatosensorial, el área suplementaria motora, la corteza cingulada medio-anterior, la ínsula, el periacueducto gris, y el tálamo.
Un número de estudios de neuroimagen (fMRI y magnetoencefalografía) realizados en el laboratorio de Decety han demostrado que prestar atención al dolor de otros se asocia a una respuesta aversiva en el observador, sostenida por circuitos neuronales implicados en el procesamiento nociceptivo y somatosensorial.
Este cosentir permite el mapeo de claves afectivas de los otros con la propia conducta y experiencia del sí mismo. Decety argumenta que dependiendo del grado de solapamiento de la “matriz de dolor”, y de las complejas interacciones entre los estados disposicionales, la motivación, la regulación contextual, y la autorregulación, se puede experienciar angustia personal (ej., motivación autodirigida) o empatía disposicional (ej., una respuesta orientada a los otros). Esta distinción está basada en el trabajo del psicólogo social Daniel Batson con quien Decety colabora.

## Trabajos selectos
- Decety, J., & Ickes, W. (Eds.) (2009). The Social Neuroscience of Empathy. Cambridge: MIT Press.
- Decety, J. (2007). A social cognitive neuroscience model of human empathy. In E. Harmon-Jones & P. Winkielman (Eds.), Social Neuroscience: Integrating Biological and Psychological Explanations of Social Behavior (pp. 246-270). New York: Guilford Publications.
- Lamm, C., Batson, C.D., & Decety, J. (2007). The neural substrate of human empathy: effects of perspective-taking and cognitive appraisal. Journal of Cognitive Neuroscience, 19, 42-58.
- Decety, J., & Grezes, J. (2006). The power of simulation: Imagining one's own and other's behavior.” Brain Research, 1079, 4-14.
- Decety, J., & Lamm, C. (2007). The role of the right temporoparietal junction in social interaction: How low-level computational processes contribute to meta-cognition. The Neuroscientist, 13, 580-593.
- Decety, J. (2005). Perspective taking as the royal avenue to empathy. In B.F. Malle, & S. D. Hodges (Eds.), Other Minds: How Humans Bridge the Divide between Self and Others (pp. 135-149). New York: Guilford Publishers.